# Cathy Davey
 (décembre 2022).
Si vous disposez d'ouvrages ou d'articles de référence ou si vous connaissez des sites web de qualité traitant du thème abordé ici, merci de compléter l'article en donnant les références utiles à sa vérifiabilité et en les liant à la section « Notes et références ».
Pour les articles homonymes, voir Davey.
Cathy Davey est une auteure compositrice interprète, née à Wicklow en Irlande en 1978. Son style musical oscille entre folk, pop et rock et est marqué par sa voix très particulière, ainsi que par une approche rythmique originale.

## Biographie
Son premier album Something Ilk, aux sonorités plutôt Rock, a vu le jour en 2004 et a rencontré une certaine reconnaissance outre-manche. C'est ainsi qu'elle a par exemple tourné avec le groupe Supergrass cette même année, assurant leurs premières parties.
Le 12 octobre 2007 est sorti son second album, Tales Of Silversleeve, aux sonorités plus Pop. Il a été produit par Liam Howe de Sneaker Pimps, ce qui lui confère ainsi une légère touche électronique.
Cathy Davey a par ailleurs chanté avec le groupe Anglais Elbow sur le titre 'Grace Under Pressure', ainsi qu'avec le groupe Autamata sur le titre 'Jellyman'.
En 2008, élue par le public, elle remporte le prix de la meilleure artiste féminine irlandaise aux Meteor Music Awards.
Le 7 mai 2010, elle sort son troisième album The Nameless.

## Discographie

### Something Ilk (2004)
1. Come Over
2. Trade Secret
3. Cold Man's Nightmare
4. Clean And Neat
5. Hammerhead
6. Old Man Rain
7. Swing It
8. Yak Yak
9. Go Market
10. Sugar
11. Holy Moly
12. Save Button
13. About Time
14. Mine For Keeps

### Tales Of Silversleeve (2007)
1. Sing For Your Supper
2. Reuben
3. The Collector
4. Moving
5. Mr Kill
6. Overblown Love Song
7. No Heart Today
8. Harmony
9. Can't Help It
10. Rubbish Ocean
11. All Of You

### The Nameless (2010)
1. The Nameless
2. Army Of Tears
3. In He Comes
4. Habit
5. Little Red
6. Happy Slapping
7. Dog
8. Bad Weather
9. The Touch
10. Wild Rum
11. Lay Your Hand
12. Universe Tipping
13. End Of The End